# UD Almería Stadium
L'UD Almería Stadium, anteriorment denominat Estadi dels Jocs Mediterranis (en castellà Estadio de los Juegos Mediterraneos) va ser la instal·lació esportiva més coneguda dels XV Jocs Mediterranis Almeria 2005 celebrats a Almeria, l'estiu de 2005. És un estadi modern, de capacitat per a 21.350 espectadors, on actualment disputa els seus partits el club de futbol més important de la ciutat, la UD Almería.
La UD Almería disposa de diverses instal·lacions esportives per al seu ús, tant per a entrenar com per a disputar els seus partits oficials. El principal punt de referència en aquest sentit és l'Estadi dels Jocs Mediterranis, una instal·lació moderna i funcional, que compta amb totes les comoditats tant per al mateix equip com per als aficionats. Amb una inversió de 21 milions d'euros, realitzada per als XV Jocs Mediterranis Almería 2005, el recinte és gestionat per l'Ajuntament d'Almeria. La UD Almeria és el seu principal usuari i disposa del camp principal per a entrenaments i partits, així com de l'annex, d'idèntiques característiques, per a la preparació del conjunt rojiblanco. L'Estadi dels Jocs Mediterranis disposa d'una sala vip que dona accés directe a la llotja d'autoritats, a més d'altres llotges destinades per a empreses o institucions.
L'aforament és de 14.000 espectadors, actualment ampliat a 23.000 amb graderies supletòries. Al marge d'això, l'Ajuntament de la ciutat cedeix per als seus entrenaments a l'Almeria el Camp Municipal Juan Rojas, on a més disputa els seus partits oficials la UD Almeria B, que milita en el grup novè de Tercera Divisió. El club disposa, d'igual forma, d'un camp de futbol en la Vega de Acá, de gestió pròpia, per als entrenaments.

## Esdeveniments
Al febrer de 2005 la selecció espanyola de futbol va disputar un partit oficial de classificació per al mundial d'Alemanya 2006 contra la selecció nacional de San Marino, que va acabar amb el resultat de 5-0. En aquest estadi, durant els Jocs Mediterranis de 2005 es van celebrar les cerimònies d'inauguració (23 de juny) com de clausura (3 de juliol) registrant un ple complet. També disposa de pistes d'atletisme, pel que a més pot ser utilitzat per a campionats d'atletisme.